# Monts Kratke
Les monts Kratke sont un massif montagneux de Papouasie-Nouvelle-Guinée qui culmine au mont Tabletop à 3 686 m d'altitude.

## Source de la traduction
- (de) Cet article est partiellement ou en totalité issu de l’article de Wikipédia en allemand intitulé « Kraetkegebirge » (voir la liste des auteurs).